# ハイメ・ガルシア (野球)
ハイメ・オマー・ガルシア・ロドリゲス（Jaime Omar García Rodríguez, 1986年7月8日 - ）は、メキシコ合衆国タマウリパス州レイノサ出身の元プロ野球選手（投手）。左投左打。愛称はJ Gar。

## 経歴

### プロ入り前
アメリカ合衆国テキサス州との国境沿いのレイノサで育った。野球好きの父ハイメ（同名）から野球を教わった。メキシコとの国境沿いのテキサス州ミッションのシャリーランド高等学校に進学した。高校時代にはメキシコのジュニア代表にも選ばれた。
2004年のMLBドラフト30巡目（全体889位）でボルチモア・オリオールズから指名されたが契約には至らなかった。

### プロ入りとカージナルス時代

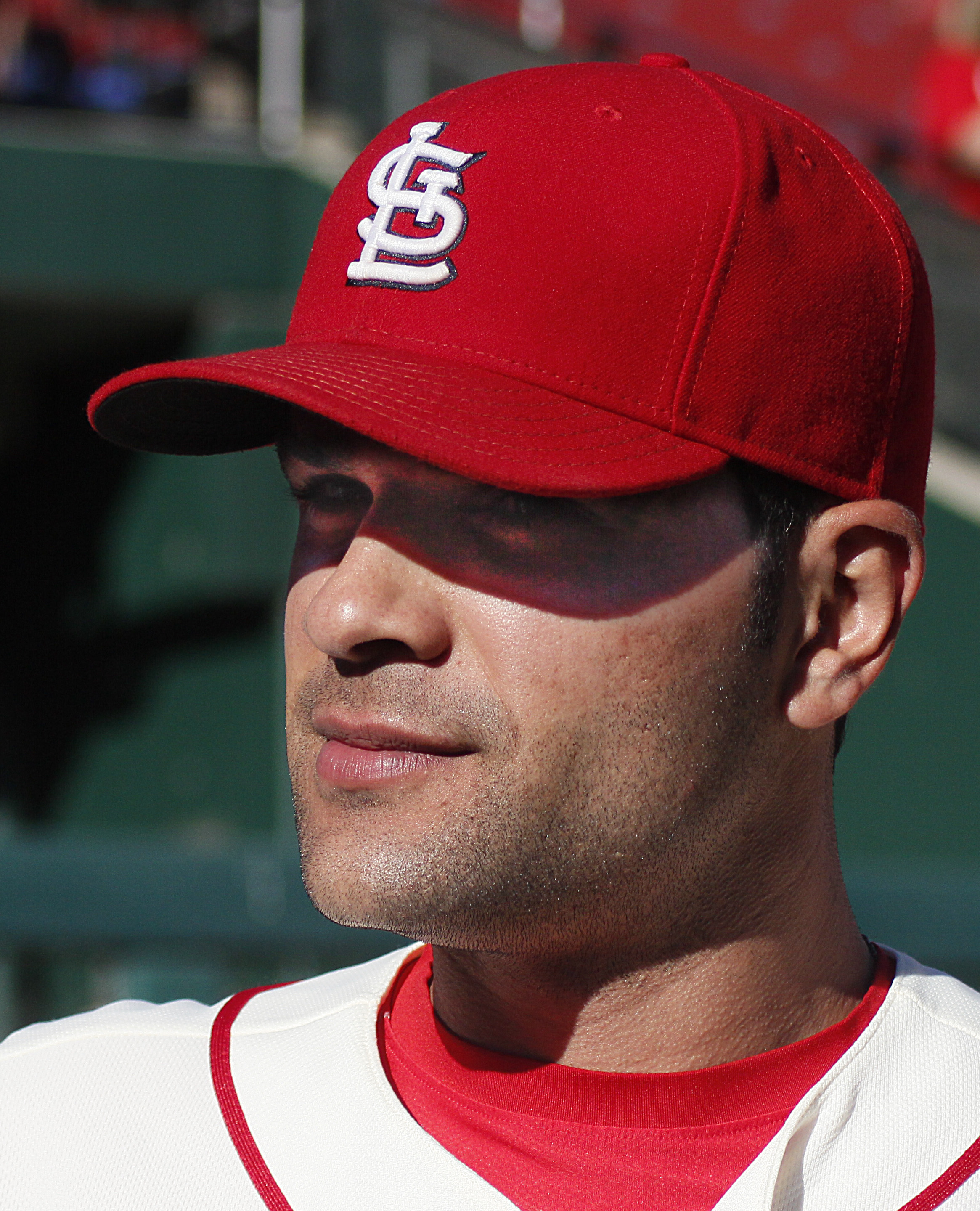
セントルイス・カージナルスでの現役時代
(2013年9月14日)

2005年のMLBドラフト22巡目（全体680位）でセントルイス・カージナルスから指名され、プロ入り。
2008年7月10日にマーク・マルダーの故障者リスト入りに伴ってメジャー昇格を果たし、翌11日のピッツバーグ・パイレーツ戦でメジャーデビュー。しかし、8月26日の登板を最後にシーズンを終え、9月8日にトミー・ジョン手術を受けた。この手術の後、新しい変化球の習得やフォームの修正が自身の成長につながったことから、手術を「人生最高の出来事」と振り返っている。
2009年はメジャーで登板することなくシーズンを終えた。
2010年のスプリングトレーニングでカイル・マクレランやリッチ・ヒルらとの先発5番手に争いに勝ち、先発ローテーション入り。規定投球回に到達する163.1イニングを投げ13勝・防御率2.70を記録した。新人王の投票ではバスター・ポージー、ジェイソン・ヘイワードに次ぐ3位だった。
2011年5月6日のミルウォーキー・ブルワーズ戦では8回1アウトまで完全試合の好投で2安打・1四球の完封勝利だった。前半だけで9勝・2完封などの好調で7月にカージナルスと4年総額2750万ドルで契約延長した（2016年は1150万ドル、2017年は1200万ドルの球団オプション）。このシーズンは13勝7敗・防御率3.56を記録した。K/9が7.27から7.21とほとんど変わらないのに対し、BB/9が3.53から2.31に、K/BBが2.06から3.12になった。2011年のワールドシリーズではクリス・カーペンターに次ぐ2番手投手として2先発（10イニング）で防御率1.80を記録し、勝利投手にはなれなかったものの、優勝に貢献した。
2012年は6月5日に肩を痛めて故障者リスト入りし、復帰に2カ月以上もかかった。復帰後は順調だったもののワシントン・ナショナルズとのディビジョンシリーズ第2戦で再び肩を痛め降板した。結局、この年は20試合の先発登板に留まり、規定投球回にも届かなかったが、投げた試合では好投して7勝7敗、防御率3.92という数字を記録した。被本塁打率も低く、1212⁄3回で7被本塁打であった。
2013年は序盤から好投が続いたが、突然崩れるようになった。これは肩の関節唇を負傷していたのが原因で、その修復手術を受けるため、6月以降は戦線離脱した。そのため、同年は9試合の登板に終わり、5勝2敗、防御率3.58、WHIP1.30という成績だった。
2014年は、前年に受けた手術もあって肘頭滑液包炎を発症し、復帰が5月18日にずれ込んだ。更に、6月下旬に胸郭出口症候群に起因する肩痛を発症し、故障者リスト入りして手術を受ける羽目になった。このように故障を頻発し、2年連続で10試合未満に留まる7試合の登板に終わった。
2015年、完全復活とはならなかったが、3年ぶりとなる20試合に先発登板。防御率2.43、自身3度目の2桁勝利となる10勝6敗、WHIP1.05を記録した。
2016年4月14日のミルウォーキー・ブルワーズ戦では1安打・1四球の完封に加えて13奪三振を記録した。カージナルスの左投手が13奪三振以上を記録したのは1970年5月21日のスティーブ・カールトン(16)以来だった。このシーズンは久々に先発ローテーションどおりに32試合に登板して規定投球回にも達した。防御率4.67、2年連続2桁勝利となる10勝13敗・WHIP1.38を記録した。

### ブレーブス時代

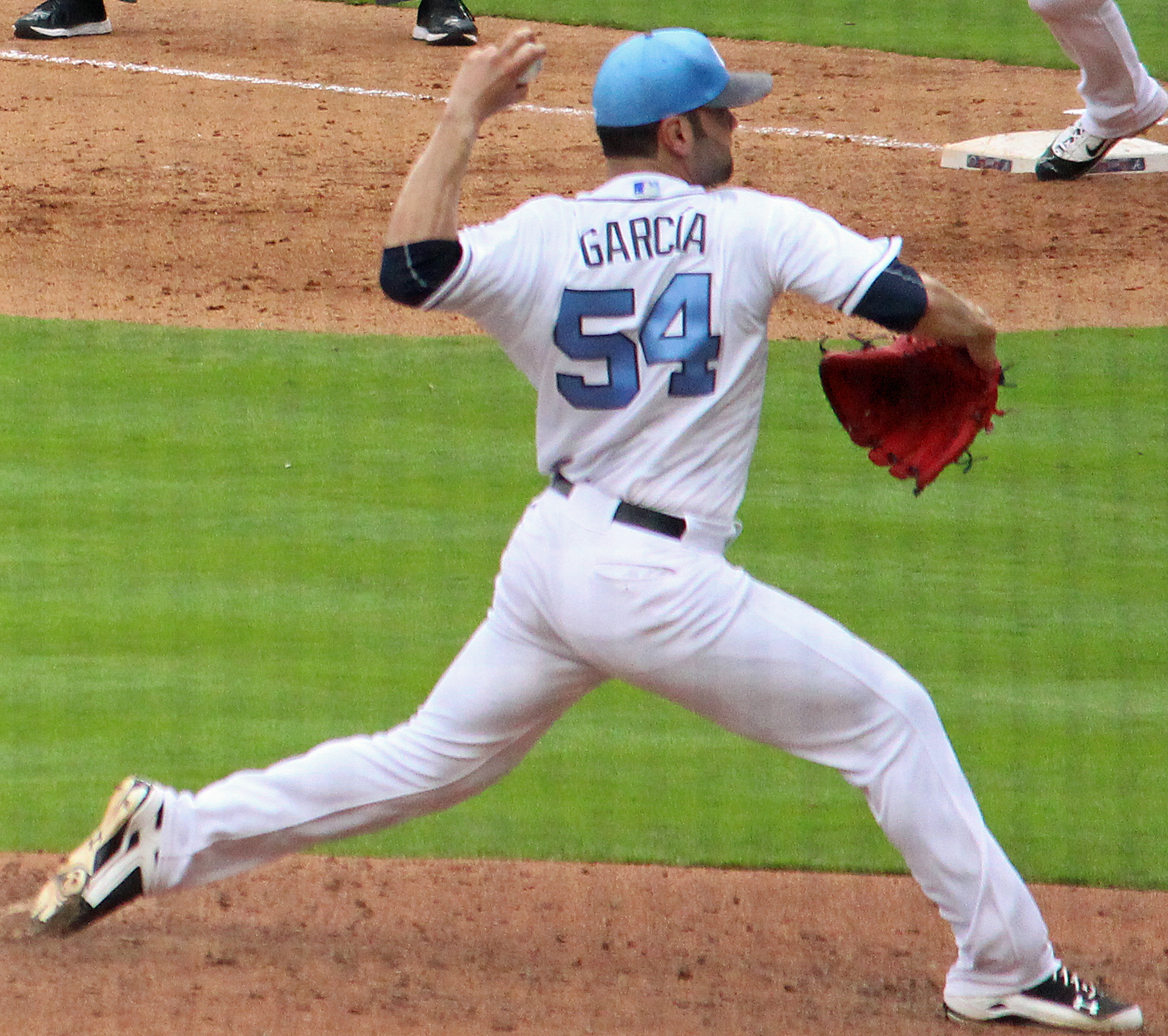
アトランタ・ブレーブス時代
(2017年6月17日)

2016年12月1日にジョン・ガント、クリス・エリス、ルーク・ダイクストラとのトレードで、アトランタ・ブレーブスへ移籍した。
2017年開幕前の2月8日に第4回ワールド・ベースボール・クラシック(WBC)のメキシコ代表に選出されたが、3月2日に辞退した。
シーズンでは7月までに18試合に先発して4勝7敗、防御率4.30であった。7月21日のロサンゼルス・ドジャース戦で4勝目を記録したが、これがブレーブスでの最後の登板となった。

### ツインズ時代
2017年7月24日にワスカル・イノアとのトレードで、アンソニー・レッカー、金銭10万ドルと共にミネソタ・ツインズへ移籍した。7月28日のオークランド・アスレチックス戦に移籍後初先発登板し、6.2回3失点で勝利投手となったが、これが結局ツインズでの唯一の登板となった。

### ヤンキース時代
2017年7月30日にディートリック・エンス、ザック・リッテルとのトレードで、ニューヨーク・ヤンキースへ移籍した。8月4日のクリーブランド・インディアンス戦で移籍後初先発登板を果たした。3試合連続で異なる球団で先発登板したのは1891年以来128年ぶりのことだった。移籍後は8試合に先発したが、0勝3敗、防御率4.82に終わった。オフの11月2日にFAとなった。

### ブルージェイズ時代
2018年2月15日にトロント・ブルージェイズと1年800万ドル（2019年は1000万ドルの球団側オプション、バイアウトは200万ドル、出来高は最大200万ドル）で契約を結んだ。迎えたシーズンは25試合（先発13試合）に投げたが、3勝6敗、防御率5.93と振るわず、8月25日にDFAとなり、29日に自由契約となった。

### カブス時代
2018年8月31日にシカゴ・カブスとマイナー契約を結び、傘下のAAA級アイオワ・カブスへ配属された。9月4日にメジャー契約を結んでアクティブ・ロースター入りした。移籍後は8試合に投げ、防御率4.70であった。オフの10月29日にFAとなった。
2019年1月9日に現役引退を表明した。

## 投球スタイル
オーバースローから、最速95mph（約153km/h）・平均90mph（約145km/h）のシンカーとフォーシームの速球系を中心に、決め球である平均82mph（約132km/h）のチェンジアップと、平均84mph（約135km/h）のスライダー、その他に平均74mph（約119km/h）のカーブ、平均88mph（約142km/h）のカッターなどを使用する。GB%がメジャー通算57%と高く、多彩な球種でゴロを打たせて取るピッチングスタイル。前述のトミー・ジョン手術を「人生最大の出来事」と明かすように、術前はカッター主体のいわゆるカットボーラーだったが、術後はシンカーボーラーに転身している。
通算成績は、奪三振率7.33、与四球率2.93、FIP3.77。

## 詳細情報

### 年度別投手成績
| 年 度     | 球 団     | 登 板 | 先 発 | 完 投 | 完 封 | 無 四 球 | 勝 利 | 敗 戦 | セ 丨 ブ | ホ 丨 ル ド | 勝 率 | 打 者 | 投 球 回 | 被 安 打 | 被 本 塁 打 | 与 四 球 | 敬 遠 | 与 死 球 | 奪 三 振 | 暴 投 | ボ 丨 ク | 失 点 | 自 責 点 | 防 御 率 | W H I P |
| --------- | --------- | ----- | ----- | ----- | ----- | -------- | ----- | ----- | -------- | ----------- | ----- | ----- | -------- | -------- | ----------- | -------- | ----- | -------- | -------- | ----- | -------- | ----- | -------- | -------- | ------- |
| 2008      | STL       | 10    | 1     | 0     | 0     | 0        | 1     | 1     | 0        | 3           | .500  | 69    | 16.0     | 14       | 4           | 8        | 0     | 1        | 8        | 3     | 0        | 10    | 10       | 5.63     | 1.38    |
| 2010      | STL       | 28    | 28    | 1     | 1     | 1        | 13    | 8     | 0        | 0           | .619  | 695   | 163.1    | 151      | 9           | 64       | 4     | 3        | 132      | 4     | 1        | 64    | 49       | 2.70     | 1.32    |
| 2011      | STL       | 32    | 32    | 2     | 2     | 0        | 13    | 7     | 0        | 0           | .650  | 826   | 194.2    | 207      | 15          | 50       | 2     | 2        | 156      | 12    | 1        | 100   | 77       | 3.56     | 1.32    |
| 2012      | STL       | 20    | 20    | 0     | 0     | 0        | 7     | 7     | 0        | 0           | .500  | 515   | 121.2    | 136      | 7           | 30       | 1     | 0        | 98       | 12    | 1        | 58    | 53       | 3.92     | 1.36    |
| 2013      | STL       | 9     | 9     | 0     | 0     | 0        | 5     | 2     | 0        | 0           | .714  | 234   | 55.1     | 57       | 6           | 15       | 0     | 0        | 43       | 3     | 0        | 26    | 22       | 3.58     | 1.30    |
| 2014      | STL       | 7     | 7     | 0     | 0     | 0        | 3     | 1     | 0        | 0           | .750  | 177   | 43.2     | 39       | 6           | 7        | 0     | 3        | 39       | 1     | 0        | 20    | 20       | 4.12     | 1.05    |
| 2015      | STL       | 20    | 20    | 0     | 0     | 0        | 10    | 6     | 0        | 0           | .625  | 510   | 129.2    | 106      | 6           | 30       | 0     | 3        | 97       | 4     | 0        | 37    | 35       | 2.43     | 1.05    |
| 2016      | STL       | 32    | 30    | 1     | 1     | 0        | 10    | 13    | 0        | 0           | .435  | 741   | 171.2    | 179      | 26          | 57       | 3     | 7        | 150      | 8     | 0        | 94    | 89       | 4.67     | 1.38    |
| 2017      | ATL       | 18    | 18    | 0     | 0     | 0        | 4     | 7     | 0        | 0           | .364  | 474   | 113.0    | 108      | 12          | 41       | 4     | 1        | 85       | 5     | 3        | 58    | 54       | 4.30     | 1.32    |
| 2017      | MIN       | 1     | 1     | 0     | 0     | 0        | 1     | 0     | 0        | 0           | 1.000 | 29    | 6.2      | 8        | 0           | 3        | 0     | 0        | 7        | 0     | 0        | 3     | 3        | 4.05     | 1.65    |
| 2017      | NYY       | 8     | 8     | 0     | 0     | 0        | 0     | 3     | 0        | 0           | .000  | 170   | 37.1     | 41       | 6           | 20       | 1     | 0        | 37       | 3     | 0        | 25    | 20       | 4.82     | 1.63    |
| '17計     | NYY       | 27    | 27    | 0     | 0     | 0        | 5     | 10    | 0        | 0           | .333  | 673   | 157.0    | 157      | 18          | 64       | 5     | 1        | 129      | 8     | 3        | 86    | 77       | 4.41     | 1.41    |
| 2018      | TOR       | 25    | 13    | 0     | 0     | 0        | 3     | 6     | 0        | 3           | .333  | 335   | 74.1     | 76       | 13          | 38       | 1     | 3        | 69       | 6     | 1        | 53    | 49       | 5.93     | 1.53    |
| 2018      | CHC       | 8     | 1     | 0     | 0     | 0        | 0     | 1     | 0        | 1           | .000  | 34    | 7.2      | 6        | 0           | 6        | 1     | 0        | 4        | 1     | 0        | 4     | 4        | 4.70     | 1.57    |
| '18計     | CHC       | 33    | 14    | 0     | 0     | 0        | 3     | 7     | 0        | 4           | .300  | 369   | 82.0     | 82       | 13          | 44       | 2     | 3        | 73       | 7     | 1        | 57    | 53       | 5.82     | 1.54    |
| MLB：10年 | MLB：10年 | 218   | 188   | 4     | 4     | 0        | 70    | 62    | 0        | 7           | .530  | 4809  | 1135.0   | 1128     | 110         | 369      | 17    | 23       | 925      | 62    | 7        | 552   | 485      | 3.85     | 1.32    |

### 年度別守備成績
| 年 度 | 球 団 | 投手  | 投手  | 投手  | 投手  | 投手  | 投手     |
| 年 度 | 球 団 | 試 合 | 刺 殺 | 補 殺 | 失 策 | 併 殺 | 守 備 率 |
| ----- | ----- | ----- | ----- | ----- | ----- | ----- | -------- |
| 2008  | STL   | 10    | 1     | 2     | 0     | 0     | 1.000    |
| 2010  | STL   | 28    | 5     | 23    | 0     | 0     | 1.000    |
| 2011  | STL   | 32    | 3     | 22    | 2     | 2     | .926     |
| 2012  | STL   | 20    | 3     | 22    | 1     | 0     | .962     |
| 2013  | STL   | 9     | 0     | 11    | 0     | 0     | 1.000    |
| 2014  | STL   | 7     | 1     | 7     | 0     | 1     | 1.000    |
| 2015  | STL   | 20    | 2     | 30    | 2     | 1     | .941     |
| 2016  | STL   | 32    | 7     | 28    | 3     | 1     | .921     |
| 2017  | ATL   | 18    | 3     | 21    | 2     | 2     | .923     |
| 2017  | MIN   | 1     | 0     | 1     | 0     | 0     | 1.000    |
| 2017  | NYY   | 8     | 1     | 6     | 0     | 0     | 1.000    |
| '17計 | NYY   | 27    | 4     | 28    | 2     | 2     | .941     |
| 2018  | TOR   | 25    | 2     | 7     | 3     | 0     | .750     |
| 2018  | CHC   | 8     | 2     | 2     | 0     | 0     | 1.000    |
| '18計 | CHC   | 33    | 4     | 9     | 3     | 0     | .813     |
| 通算  | 通算  | 218   | 30    | 182   | 13    | 7     | .942     |

- 太字は当該ポジションでリーグ1位

### 表彰
MLB
- Topps ルーキーオールスターチーム（英語版）：左投手部門（2010年）

### 記録
MLB
- ワールドシリーズ優勝：1回（2011年）

MiLB
- オールスター・フューチャーズゲーム選出：2回（2006年、2008年）

### 背番号
- 64（2008年、2018年9月8日 - 同年終了）
- 54（2010年 - 2017年7月23日）
- 24（2017年7月25日 - 7月29日）
- 34（2017年8月1日 - 同年終了）
- 57（2018年 - 同年8月24日）